# Tove Skeidsvoll
Tove Skeidsvoll, född 1980, är en svensk koreograf, dansare och skådespelare.

## Biografi
Tove Skeidsvoll är född och uppvuxen i Umeå i Västerbotten, numera baserad i Stockholm. Skeidsvoll gick ut Balettakademien 2003 och har sedan dess arbetat inom dans, koreografi samt TV och film. Sedan 2021 har hon varit konstnärlig ledare för Nomodaco – Northern Movement Dance Company. 2023 fick hon en Master in Fine Arts i koreografi med specialiseringen Nya performativa praktiker (NPP) vid Stockholms Konstnärliga Högskola.
Skeidsvolls egna produktioner inkluderar Staden för Umeå Kulturhuvudstad 2014, Reflektioner i Umeå konsthall 2019, Pomp + Circumdances, Stockholm 2022, Mikro Makro 2019–2024, A Place Nearby, Weld, Stockholm 2023.
2011 skapade hon dansfilmen Outside in tillsammans med Petrus Sjövik som visades på Short Film Corner vid Cannes och Dance Camera West i Los Angeles där den valdes till Best Film samt vid DANCE@30FPS i Ohio där den vann både Judges Award och Audience Award.
Hon har medverkat i ett flertal produktioner: koreograf och skådespelare i filmen Sameblod 2016, associate choreographer samt skådespelare i filmen Midsommar 2019, skådespelare i TV-serien Händelser vid vattnet 2023 samt koreograf till TV-serien Ronja 2024.
Skeidsvoll var koreograf till utomhusföreställningen Lapp-Nils i Jämtland under 2023–2024.
Hon har också samarbetat med självproducerande musikartister som till exempel David Sandström, Iamamiwhoami, Laleh och Röyksopp. Skeidsvoll samarbetar återkommande med den elektroakustiska musikern och kompositören Johannes Burström.
Skeidsvoll har också medverkat i olika publikationer. Bland annat boken On the dance floor – spinning out on screen.